# 102 Dálmatas
102 Dalmatians (bra: 102 Dálmatas ou  Os 102 Dálmatas; prt: 102 Dálmatas) é um filme de comédia e aventura estadunidense, lançado em 2000 pelos estúdios Disney, com direção de Kevin Lima. É a sequência de 101 Dálmatas, de 1996, um remake live action da animação homônima de 1961, com Glenn Close retornando ao papel de Cruella de Vil.
Close e Tim McInnerny foram os únicos dois atores do primeiro filme a retornarem para a sequência. O filme recebeu críticas geralmente negativas da crítica, mas foi indicado ao Oscar de melhor figurino.
Um reboot, Cruella, foi lançado em 28 de maio de 2021 com Emma Stone no papel-título e Close como produtora executiva.

## Sinopse
Após passar uma temporada na prisão, a vilã Cruella de Vil (Glenn Close) está de volta à ativa, mas desta vez regenerada, devido a um inovador tratamento hipnótico recebido na prisão pelo Dr. Pavlov. Entretanto, o tratamento se mostra sensível a ruídos agudos e, quando Cruella ouve os sinos do Big Ben, retorna ao seu comportamento normal. Com a ajuda de um velho amigo, o estilista francês Le Pelt (Gérard Depardieu), mais uma vez, ela quer raptar os filhotes de dálmatas para produzir um exclusivo casaco de pele.
Dessa vez, os dálmatas pertencem a Chloe (Alice Evans), oficial de condicional de Cruella, que sempre duvidou de sus regeneração. Ao lado dela estão Kevin (Ioan Gruffudd), o dono de um abrigo para animais e Sansão (voz de Eric Idle), uma cômica arara vermelha que acredita ser um rottweiler.

## Elenco
| Ator/Atriz       | Personagem                     |
| ---------------- | ------------------------------ |
| Glenn Close      | Cruella De Vil                 |
| Gérard Depardieu | Jean-Pierre LePelt             |
| Ioan Gruffudd    | Kevin Sheperd                  |
| Alice Evans      | Chloe Simon                    |
| Tim McInnerny    | Alonzo                         |
| Ben Crompton     | Ewan                           |
| Eric Idle        | Sansão, a arara vermelha (voz) |
| Ian Richardson   | Sr. Torte Q.C.                 |
| David Horovitch  | Dr. Pavlov                     |
| Carol MacReady   | Agnes                          |

## Prêmios e indicações
- 102 Dálmatas recebeu uma indicação ao Oscar na categoria de "Melhor Figurino".